# 石井修 (建築家)
石井 修（いしい おさむ、1922年3月28日 - 2007年9月12日）は、奈良県出身の建築家。
「建物に外観はいらない」として、地形の形状を最大限生かし、緑と共生した建築を多くてがけた。西宮市目神山の自宅「回帰草庵」が有名。

## 略歴
- 1922年 奈良県明日香村で誕生
- 1940年- 奈良県立吉野工業学校建築科を卒業し、大林組東京支店に勤務。その後、早稲田高等工学校建築学科で学ぶ。
- 1956年 「美建・設計事務所」を開設
- 1987年 1986年度日本建築学会作品賞受賞（目神山の一連の住宅）、第12回吉田五十八賞受賞（目神山の家8）
- 1999-2002年 兵庫県立淡路景観園芸学校兼任教員
- 2002年 JIA25年賞大賞受賞（目神山1「回帰草庵」）
- 2007年 死去

## 作品
- 1953年 ギャラリー再会（大阪府大阪市）
- 1970年 ジェー・ガーバー商会大阪支店（大阪府大阪市）
- 1970年 あかつき特別養護老人ホーム（大阪府箕面市）
- 1974年 天と地の家（大阪府堺市南区）
- 1976年 あじびる京都（京都府京都市）
- 1976年 目神山の家１「回帰草庵」（兵庫県西宮市）2002年第4回日本建築家協会25年賞(住宅部門大賞)[1]
- 1981年 ドムス香里（大阪府寝屋川市）
- 1982年 剣谷の家２（兵庫県西宮市）
- 1982年 医王庵（愛媛県東予市）
- 1982年 ジツタ岡山店（現・創和設計）（岡山県岡山市）岡山市優秀建築物賞、2011年第11回日本建築家協会25年賞[2]
- 1982年 竹中工業所分室（兵庫県西宮市）現存せず
- 1983年 目神山の家8（兵庫県西宮市）第12回吉田五十八賞佳作
- 1983年 シャルレ旧本社ビル（兵庫県神戸市）神戸市建築文化賞、兵庫県緑の建築賞
- 1985年 カトリック司祭の家（兵庫県西宮市）
- 1986年 島之内の町屋（大阪府大阪市）
- 1986年 光明台の家（大阪府和泉市）
- 1987年 万樹庵（兵庫県西宮市）現存せず
- 1990年 訪季庵（鳥取県日野郡）
- 1995年 松原の家（東京都世田谷区）
- 1995年 縄庵（奈良県生駒市）
- 1997年 鎌倉の家（神奈川県鎌倉市）
- 1997年 日本ビソー入道浦研究所
- 1997年 ドムス芦屋川（兵庫県芦屋市）
- 2000年 湯元の家（兵庫県西宮市）
- 2001年 連子格子の家（山口県下松市）
- 2002年 いぶき野の家（大阪府和泉市）
- 2003年 森の工房AMA（広島県広島市）

## 著書
- 『家家』（共著、1984年、学芸出版社）
- 『住空間と緑』（1988年、建築資料研究社）
- 『入江の結晶』（1998年、建築資料研究社）
- 『緑の棲み家』（2000年、学芸出版社）

## 美建・設計事務所出身の建築家
- 竹原義二
- 遠藤秀平
- 三澤康彦
- 宮森洋一郎